# Arman Paszikian
Arman Paszikian, orm. Արման Փաշիկյան (ur. 28 lipca 1987 w Erywaniu) – ormiański szachista, arcymistrz od 2007 roku.

## Kariera szachowa
W latach 1997–2007 wielokrotnie reprezentował Armenię na mistrzostwach świata i Europy juniorów w różnych kategoriach wiekowych (najlepszy wynik: IV m. w Litochoronie, 1999, ME do 12 lat). W 1997 i 1998 r. zdobył złote medale w mistrzostwach kraju juniorów, był również srebrnym medalistą w latach 1999 i 2001. W 2003 r. wypełnił dwie arcymistrzowskie normy, w Batumi (dz. II m. za Baadurem Dżobawą, wspólnie z Artaszesem Minasjanem, Andrijem Wołokitinem, Zwiadem Izorią, Tigranem Petrosjanem i Merabem Gagunaszwilim) oraz w finale indywidualnych mistrzostw Armenii seniorów, w turnieju tym zdobywając srebrny medal (po przegranej dogrywce z Gabrielem Sargissjanem), zajął również II m. (za Dawitem Szengelią) w kołowym turnieju Erywaniu. W 2006 r. wypełnił dwie kolejne arcymistrzowskie normy, zdobywając w Erywaniu drugi w karierze tytuł wicemistrza Armenii oraz na turnieju w Saratowie, zajął również II m. (za Nikitą Witiugowem) na turnieju Blue Sevan w Sewanie. W 2007 r. podzielił II m. (za Michaiłem Gurewiczem, wspólnie z m.in. Dawidem Arutinianem, Lewanem Panculają i Gadirem Gusejnowem) w Stambule, w 2008 r. zwyciężył w kołowych turniejach w Giumri i Martuni, natomiast w 2009 r. ponownie triumfował w Martuni oraz zdobył w Erywaniu tytuł mistrza Armenii.
Najwyższy ranking w dotychczasowej karierze osiągnął 1 września 2009 r., z wynikiem 2663 punktów zajmował wówczas 70. miejsce na światowej liście FIDE (jednocześnie zajmując 4. miejsce wśród ormiańskich szachistów).